# 布雷熱圖巴
20°08′45″S 41°17′24″W / 20.14583°S 41.29000°W
布雷熱圖巴（葡萄牙語：Brejetuba），是巴西的城鎮，位於該國東南部，由聖埃斯皮里圖州負責管轄，始建於1995年12月15日，面積342平方公里，海拔高度915米，2010年人口11,921，人口密度每平方公里34.81人。